# Lewis and Clark Lake

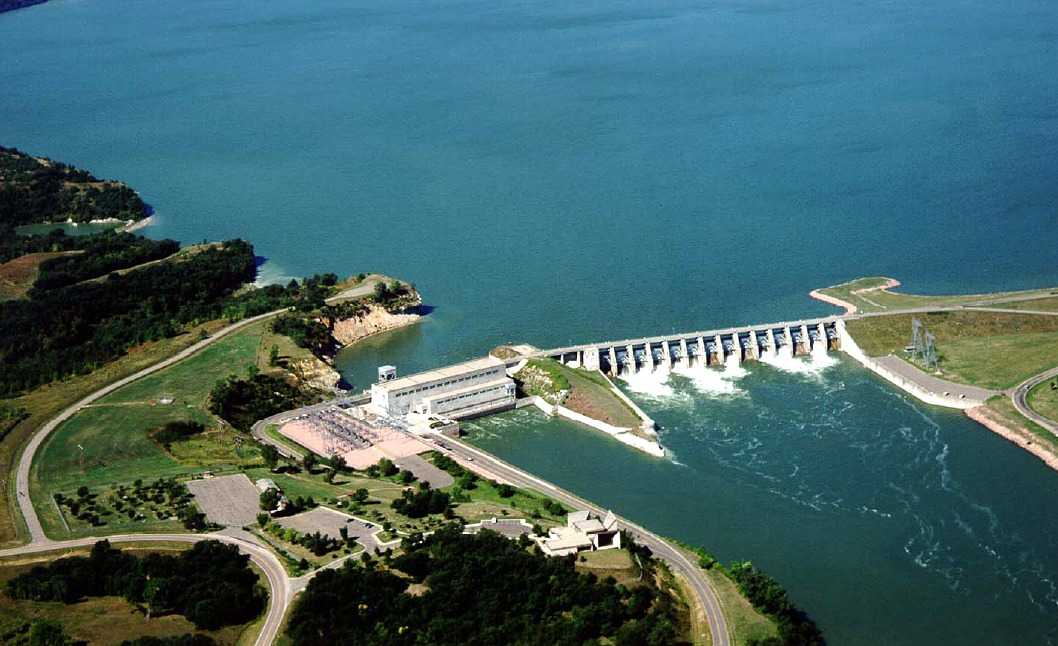
Gavins Points Dam med Lewis and Clark Lake i bakgrunden

Lewis and Clark Lake är en 130 kvadratkilometer stor uppdämd sjö i Missourifloden på gränsen mellan de amerikanska delstaterna Nebraska och South Dakota. Den fungerar som vattenreservoar och har en volym på cirka 610 miljoner  kubikmeter och ett maximalt vattendjup på 13,7 meter. Sjön vattenfylldes när dämningen Gavins Point Dam var färdig år 1955.
Lewis and Clark Lake har fått sitt namn efter upptäckarna Meriwether Lewis och William Clark som genomförde Lewis och Clarks expeditionen i västra USA  år 1804-1806.
Flera olika indianstammar har bott i området runt Missourifloden, bland andra Ponca, Dakota och Omaha. När Lewis och Clark reste upp längs Missourifloden på deras expedition till Stilla Havet mötte de år 1804 för första gången en Sioux stam. 
I indianreservatet Santee Sioux Reservation, som ligger längs sjöns sydvästra strand, bor en indianstam som kom hit till området i mitten av 1800-talet.
År 1874 bosatte sig en grupp Hutteriter från Österrike på det som idag är Lewis och  Clarksjöns norra strand. De har ett ålderdomligt levnadssätt.
Lewis and Clark Lake ligger cirka 6 kilometer väster om staden Yankton och cirka 1 300 kilometer uppströms från staden St. Louis, som ligger där Missourifloden mynnar ut i Mississippifloden. Den uppdämda sjön Lake Yankton ligger omedelbart nedströms  Gavins Point Dam.